# Бой под Цёлково
Бой под Цёлково — сражение, случившееся 10 (22) января 1863 года в районе села Цёлково (ныне Циолково), между польским отрядом повстанцев под руководством Александра Рогалинского и ротой Муромского пехотного полка под командованием полковника Константина Козлянинова. Этот бой стал первым сражением Польского восстания 1863—1864 годов.

## Предыстория
В ночь на 10 (22) января 1863 года на территории Царства Польского началось вооружённое восстание против российской власти. Днём командующий регулярными войсками в Плоцке, генерал В.С. Семека, получил от своих осведомителей информацию о том, что в районе села Цёлково собрался отряд вооружённых мятежников. Семека незамедлительно приказал выслать роту солдат под командованием полковника Козлянинова, из состава Муромского пехотного полка для ликвидации мятежников.

## Ход боя
Русские войска общим числом около 80 солдат подошли к усадьбе близ села Цёлково, в котором находились повстанцы численностью около 100 человек. Козлянинов приказал своим войскам растянуться плотной шеренгой и окружить усадьбу, одновременно подойдя к ней максимально близко. Недооценив готовность повстанцев, он даже не отдал своим солдатам приказ зарядить ружья. Затем Козлянинов попытался убедить повстанцев сложить оружие, обещая им в случае добровольной сдачи «наказать только зачинщиков», а остальных «распустить по домам».
Тем не менее, Рогалинский отказался вести с ним переговоры и приказал повстанцам открыть огонь. Однако в отряде Рогалинского было всего 2 ружья, в результате чего, произведя всего один выстрел, мятежники-косиньеры бросились на солдат с косами и топорами. Малое расстояние между ними не позволило солдатам перегруппироваться, а отсутствие пуль и пороха в ружьях не позволило стрелять. В результате этого после короткого рукопашного боя, полковник Козлянинов был зарублен топором одного из мятежников (по другой версии, он был убит тем самым единственным прозвучавшим в начале боя выстрелом), а его подразделение, потеряв 17 человек убитыми и 43 ранеными, в панике разбежалось, либо сложило оружие.

## Последствия
Из 80 солдат Муромского полка, участвовавших в бою, 17 были убиты, 43 ранены и взяты в плен, а 18 во главе с поручиком Пономаренко бежали с поля боя. 
Из-за внезапности атаки польские потери были незначительными и составили всего трое раненых, но их командующий был серьёзно ранен и потерял глаз. Мятежники захватили более 40 ружей с пулями и порохом и 43 пленных, часть из которых присоединилась к мятежникам, а вторую отпустили на следующий день, взяв с них слово больше не воевать против поляков. Среди перебежчиков был рядовой Станислав Адамович, который позже участвовал в сражениях с регулярными войсками в составе отряда Романа Рогинского. В конце концов он был пленён и 3 (15) июня 1863 года казнён по приговору военно-полевого трибунала в Бресте, за измену присяге и добровольное вступление в повстанческий отряд. Сам А. Рогалинский из-за ранения позднее отправился сначала в Варшаву, а затем эмигрировал в Австрийскую империю.
Позже Ф. Ф. Берг, говоря о бое, сказал, что Козлянинов проиграл мятежникам «из-за собственной самоуверенности, непредусмотрительности, и откровенной глупости».
Уже через несколько дней, оставшись без командира, повстанцы атаковали колонну регулярных войск под командованием капитана Стефановского в районе деревни Бельск, в результате чего отряд был рассеян.